# 當眞嗣吉
當眞 嗣吉（とうま つぎよし、1947年9月13日 - ）は、日本の経営者。沖縄電力社長を務めた。

## 経歴
沖縄県出身。1970年に東京商船大学商船学部機関科を卒業し、1971年に琉球電力に入社。
1999年6月に取締役に就任し、2001年6月に副社長に就任し、2003年6月には社長に昇格。2007年6月には会長に就任。
2018年11月に旭日中綬章を受章。